# Agía Paraskeví (ort i Grekland, Thessalien, Trikala, lat 39,57, long 21,26)
Agía Paraskeví är en ort i Grekland.   Den ligger i prefekturen Trikala och regionen Thessalien, i den centrala delen av landet, 270 km nordväst om huvudstaden Aten. Agía Paraskeví ligger 912 meter över havet och antalet invånare är 228.
Terrängen runt Agía Paraskeví är bergig åt sydväst, men åt nordost är den kuperad. Agía Paraskeví ligger nere i en dal. Runt Agía Paraskeví är det mycket glesbefolkat, med 4 invånare per kvadratkilometer. Närmaste större samhälle är Prámanta, 14,4 km väster om Agía Paraskeví. I omgivningarna runt Agía Paraskeví växer i huvudsak blandskog.